# Oswego (Illinois)
Oswego ist eine Gemeinde (mit dem Status „Village“) im Kendall County im US-amerikanischen Bundesstaat Illinois. Das U.S. Census Bureau hat bei der Volkszählung 2020 eine Einwohnerzahl von 34.585 ermittelt.
Oswego ist Bestandteil der Metropolregion Chicago.

## Geografie
Oswego liegt im südwestlichen Vorortbereich von Chicago beiderseits des Fox River, einem rechten Nebenfluss des in den Mississippi mündenden Illinois River. Der Ort erstreckt sich über 40,5 Quadratkilometer. Oswego liegt zum überwiegenden Teil in der Oswego Township und zu einem kleineren Teil in der Bristol Township.
Benachbarte Orte von Oswego sind Aurora (10,1 km entlang des Fox River nach Norden), Montgomery und Boulder Hill (an der nördlichen Ortsgrenze), Bolingbrook (27,3 km östlich), Plainfield (15,1 km südöstlich) sowie Yorkville (am westlichen Ortsrand).
Das Stadtzentrum von Chicago befindet sich 69,5 km ostnordöstlich, nach Rockford sind es 122 km in nordwestlicher Richtung.

## Verkehr
Der Fox River ist durch zahlreiche Stauwerke zu einer Schifffahrtsstraße ausgebaut worden, die Verbindung mit den Großen Seen und dem Mississippi hat.
Der U.S. Highway 30 bildet die nordöstliche Ortsgrenze. Der U.S. Highway 34 führt in nordost-südwestlicher Richtung als Hauptstraße durch Oswego und überquert im Stadtzentrum über eine Brücke den Fox River. In Oswego treffen weiterhin die Illinois State Routes 31 und 71 aufeinander. Alle weiteren Straßen sind untergeordnete Fahrwege sowie innerörtliche Verbindungsstraßen.
Durch den Nordwesten von Oswego verläuft eine Eisenbahnlinie der Illinois Railway, einer im Besitz von Omnitrax befindlichen kleinen Bahngesellschaft.
Der nächste Flughafen ist der 63,4 Kilometer nordöstliche gelegene O’Hare International Airport von Chicago.

## Demografische Daten
Nach der Volkszählung im Jahr 2010 lebten in Oswego 30.355 Menschen in 9935 Haushalten. Die Bevölkerungsdichte betrug 749,5 Einwohner pro Quadratkilometer. In den 9935 Haushalten lebten statistisch je 3,05 Personen.
Ethnisch betrachtet setzte sich die Bevölkerung zusammen aus 85,6 Prozent Weißen, 5,2 Prozent Afroamerikanern, 0,2 Prozent amerikanischen Ureinwohnern, 3,4 Prozent Asiaten sowie 3,2 Prozent aus anderen ethnischen Gruppen; 2,2 Prozent stammten von zwei oder mehr Ethnien ab. Unabhängig von der ethnischen Zugehörigkeit waren 11,7 Prozent der Bevölkerung spanischer oder lateinamerikanischer Abstammung.
32,6 Prozent der Bevölkerung waren unter 18 Jahre alt, 60,6 Prozent waren zwischen 18 und 64 und 6,8 Prozent waren 65 Jahre oder älter. 50,9 Prozent der Bevölkerung war weiblich.
Das mittlere jährliche Einkommen eines Haushalts lag bei 93.588 USD. Das Pro-Kopf-Einkommen betrug 33.606 USD. 3,9 Prozent der Einwohner lebten unterhalb der Armutsgrenze.

## Persönlichkeiten
- Arthur M. Beaupre (1853–1919), Journalist, Jurist und Diplomat
- Julianne Sitch (* 1983), Fußballspielerin
- Edward Wormley (1907–1995), Möbeldesigner